# Víctor Laguardia
Víctor Laguardia (Saragoça, 5 de novembro de 1989) é um futebolista profissional espanhol que atua como defensor pelo Alavés.

## Carreira
Víctor Laguardia começou a carreira no Real Zaragoza.

## Títulos
Alavés
- Vice Copa del Rey: 2016-2017.